# 金鐘獎單元節目獎得獎列表
廣播金鐘獎單元節目獎是由文化部影視及流行音樂產業局在臺灣舉辦的現行頒發獎項。

## 歷屆得獎暨入圍名單
|  | 獲獎者 |

### 單元節目獎（第42屆～至今）
| 年度 （屆數）   | 廣播作品                                                           |
| --------------- | ------------------------------------------------------------------ |
| 2007 （第42屆） | 《打開客家的天空》／竹科廣播股份有限公司                           |
| 2007 （第42屆） | 《台灣小百科》／請進，自然                                         |
| 2007 （第42屆） | 《「莎莉妲．台北」之『原音重現』》／國立教育廣播電臺臺北總臺       |
| 2007 （第42屆） | 《與我同行》／復興廣播電臺                                         |
| 2007 （第42屆） | 《請進，自然》／高雄廣播電臺                                       |
| 2008 （第43屆） | 《網路書海》／內政部警政署警察廣播電臺臺北總臺                     |
| 2008 （第43屆） | 《台灣小百科》／財團法人中央廣播電臺                               |
| 2008 （第43屆） | 《台灣文學書齋》／財團法人中央廣播電臺                             |
| 2008 （第43屆） | 《生命在微笑》／正聲廣播股份有限公司臺北調頻廣播電臺               |
| 2008 （第43屆） | 《青春線上》／正聲廣播股份有限公司臺北調頻廣播電臺                 |
| 2009 （第44屆） | 《聽話》／內政部警政署警察廣播電臺高雄臺                           |
| 2009 （第44屆） | 《打開客家的天空》／竹科廣播股份有限公司                           |
| 2009 （第44屆） | 《台灣幸福進行曲》／好家庭廣播股份有限公司                         |
| 2009 （第44屆） | 《行動英語教室》／內政部警政署警察廣播電臺                         |
| 2009 （第44屆） | 《幸福家庭練習曲系列單元》／好家庭廣播股份有限公司                 |
| 2010 （第45屆） | 《美麗的呼喚－走找在地好聲音》／內政部警政署警察廣播電臺臺南臺     |
| 2010 （第45屆） | 《Language Links》／財團法人台北國際社區文化基金會                 |
| 2010 （第45屆） | 《生活記憶卡》／內政部警政署警察廣播電臺臺北總臺                   |
| 2010 （第45屆） | 《打開客家的天空》／竹科廣播股份有限公司                           |
| 2010 （第45屆） | 《時光點唱機》／內政部警政署警察廣播電臺宜蘭臺                     |
| 2011 （第46屆） | 《聽話》／內政部警政署警察廣播電臺高雄臺                           |
| 2011 （第46屆） | 《那一天我走進自然》／國立教育廣播電臺                             |
| 2011 （第46屆） | 《相招來說台語》／內政部警政署警察廣播電臺新竹臺                   |
| 2011 （第46屆） | 《原音乍現》／財團法人台北勞工教育電台基金會                       |
| 2011 （第46屆） | 《恁久好無》／財團法人中央廣播電臺                                 |
| 2012 （第47屆） | 《大夥房下我的歌》／竹科廣播股份有限公司                           |
| 2012 （第47屆） | 《Language Links》／財團法人台北國際社區文化基金會                 |
| 2012 （第47屆） | 《台灣小百科》／財團法人中央廣播電臺                               |
| 2012 （第47屆） | 《非讀不可》／內政部警政署警察廣播電臺臺北總臺                     |
| 2012 （第47屆） | 《愛護地球，我們這樣做》／國立教育廣播電臺                         |
| 2013 （第48屆） | 《話出東方經典 Classic Shorts》／財團法人中央廣播電臺              |
| 2013 （第48屆） | 《風中的音符》／正聲廣播股份有限公司臺北廣播電臺                   |
| 2013 （第48屆） | 《音樂旅行》／高雄廣播電臺                                         |
| 2013 （第48屆） | 《科學三分鐘》／竹科廣播股份有限公司                               |
| 2013 （第48屆） | 《高雄百寶箱》／高雄廣播電臺                                       |
| 2014 （第49屆） | 《音樂旅行》／高雄廣播電臺                                         |
| 2014 （第49屆） | 《一首歌》／內政部警政署警察廣播電臺臺北分臺                       |
| 2014 （第49屆） | 《台灣幸福進行曲》／好家庭廣播股份有限公司                         |
| 2014 （第49屆） | 《妙語連台》／竹科廣播股份有限公司                                 |
| 2014 （第49屆） | 《藝起南方》／內政部警政署警察廣播電臺高雄分臺                     |
| 2015 （第50屆） | 《寶島新故鄉》／寶島新聲廣播股份有限公司                           |
| 2015 （第50屆） | 《生活法律APP》／財團法人佳音廣播電台                              |
| 2015 （第50屆） | 《妙語連台》／竹科廣播股份有限公司                                 |
| 2015 （第50屆） | 《音樂旅行》／高雄廣播電臺                                         |
| 2015 （第50屆） | 《說平凡》／好家庭廣播股份有限公司                                 |
| 2016 （第51屆） | 《詩歌人聲》／內政部警政署警察廣播電臺                             |
| 2016 （第51屆） | 《世界很大同》／財團法人中央廣播電臺                               |
| 2016 （第51屆） | 《迓媽祖看熱鬧（台灣古早味單元系列）》／曾文溪廣播電台股份有限公司 |
| 2016 （第51屆） | 《妙語連台》／竹科廣播股份有限公司                                 |
| 2016 （第51屆） | 《健康也上「影」》／內政部警政署警察廣播電臺                       |
| 2017 （第52屆） | 《健康也上「影」》／內政部警政署警察廣播電臺                       |
| 2017 （第52屆） | 《世界知識＋》／內政部警政署警察廣播電臺                           |
| 2017 （第52屆） | 《從今天開始－郝廣才講今天》／臺北廣播電臺                         |
| 2017 （第52屆） | 《福爾摩沙海上圖書館臺灣第一》／行政院農業委員會漁業署漁業廣播電臺 |
| 2017 （第52屆） | 《臺灣的聲音》／內政部警政署警察廣播電臺                           |
| 2018 （第53屆） | 《英文有意思》／漢聲廣播電臺                                       |
| 2018 （第53屆） | 《世界很大同》／財團法人中央廣播電臺                               |
| 2018 （第53屆） | 《哎YO薇呀》／內政部警政署警察廣播電臺                             |
| 2018 （第53屆） | 《故鄉的詩歌》／國立教育廣播電臺                                   |
| 2018 （第53屆） | 《詩歌人聲》／內政部警政署警察廣播電臺                             |
| 2019 （第54屆） | 《KISS旅行臺灣的一百種視角》／大眾廣播股份有限公司                 |
| 2019 （第54屆） | 《技職翻轉人生》／國立教育廣播電臺                                 |
| 2019 （第54屆） | 《詩‧歌‧人聲》／內政部警政署警察廣播電臺                           |
| 2019 （第54屆） | 《臺灣俗語金促咪》／內政部警政署警察廣播電臺                       |
| 2019 （第54屆） | 《聽！是誰在歌唱》／高雄廣播電臺                                   |
| 2020 （第55屆） | 《台灣幸福進行曲》／好家庭廣播股份有限公司                         |
| 2020 （第55屆） | 《Cultural Visa Everywhere》／財團法人中央廣播電臺                 |
| 2020 （第55屆） | 《KISS旅行臺灣的一百種視角》／大眾廣播股份有限公司                 |
| 2020 （第55屆） | 《技職翻轉人生》／國立教育廣播電臺                                 |
| 2020 （第55屆） | 《英文有意思》／漢聲廣播電臺                                       |
| 2021 （第56屆） | 《技職翻轉人生》／國立教育廣播電臺                                 |
| 2021 （第56屆） | 《世界，因你更精彩》／好家庭廣播股份有限公司                       |
| 2021 （第56屆） | 《走！去部落聽兒歌》／正聲廣播股份有限公司臺東廣播電臺             |
| 2021 （第56屆） | 《青春給了誰》／內政部警政署警察廣播電臺                           |
| 2021 （第56屆） | 《家的味道》／內政部警政署警察廣播電臺                             |
| 2022 （第57屆） | 《碰撞的火花在跳華爾滋~從物理看人生》／財團法人佳音廣播電台        |
| 2022 （第57屆） | 《台灣幸福進行曲》／好家庭廣播股份有限公司                         |
| 2022 （第57屆） | 《技職翻轉人生》／國立教育廣播電臺                                 |
| 2022 （第57屆） | 《默默聽世界─日本，行くよ！》／內政部警政署警察廣播電臺            |
| 2022 （第57屆） | 《聽見台灣聲景》／國立教育廣播電臺                                 |
| 2023 （第58屆） | 《住的美學》／台灣全民廣播電台股份有限公司                         |
| 2023 （第58屆） | 《古典音樂名人堂》／台北愛樂廣播股份有限公司                       |
| 2023 （第58屆） | 《台灣話食四方》／財團法人中央廣播電臺                             |
| 2023 （第58屆） | 《技職翻轉人生》／國立教育廣播電臺                                 |
| 2023 （第58屆） | 《泰客555+》／內政部警政署警察廣播電臺                             |
| 2024 （第59屆） | 《大城小時光》／高雄廣播電臺                                       |
| 2024 （第59屆） | 《KISS說說畫》／大眾廣播股份有限公司                               |
| 2024 （第59屆） | 《打開記憶的盒子》／正聲廣播股份有限公司臺北廣播電臺               |
| 2024 （第59屆） | 《聲音大舞台Bravo！》／財團法人中央廣播電臺                        |
| 2024 （第59屆） | 《講植在的》／內政部警政署警察廣播電臺                             |
| 2025 （第60屆） |                                                                    |
|                 |                                                                    |
|                 |                                                                    |
|                 |                                                                    |
|                 |                                                                    |

## 外部連結
- 廣播電視金鐘獎官方網站 （页面存档备份，存于）
- 歷屆廣播金鐘獎得獎入圍名單 （页面存档备份，存于），文化部影視及流行音樂產業局